# Cesare De Michelis
Cesare De Michelis (Dolo, 19 agosto 1943 – Cortina d'Ampezzo, 10 agosto 2018) è stato un critico letterario e editore italiano.

## Biografia
Di confessione valdese, figlio di Turno De Michelis e Virginia Borghello, per tutti Noemi, nipote di Eurialo De Michelise fratello del deputato socialista ed ex ministro Gianni, studiò all'Università degli Studi di Padova, laureandosi in Lettere nel 1965 con una tesi sul giornalismo erudito nella Venezia settecentesca, relatore Vittore Branca. Anche Ezio Raimondi e Pier Giorgio Ricci furono suoi maestri. Nel 1965, appena laureato, entrò nel consiglio di amministrazione della casa editrice Marsilio, e nel 1969 ne divenne presidente. Avviò così una fortunata e importante carriera come editore. Dal 1965 al 1974 diresse, con Massimo Cacciari, la rivista «Angelus novus», edita dalla Nuova Italia a Firenze. Dal 1974 diresse la rivista letteraria «Studi novecenteschi», edita a Pisa da Fabrizio Serra.
Assistente incaricato nella Facoltà di Magistero dell'Università degli Studi di Messina, nel 1967 vinse il concorso diventando assistente di ruolo. Tornato a Padova, nel 1970 ottenne la libera docenza in Letteratura Italiana moderna e contemporanea, materia che iniziò a insegnare nell'ateneo patavino nello stesso anno e che insegnò per il resto della sua carriera, dal 1980 come professore ordinario. Fu presidente del comitato scientifico per l'edizione nazionale delle opere di Carlo Goldoni, e membro di quello dell'edizione nazionale delle opere di Ippolito Nievo. Scrisse per «Il Sole 24 Ore» e il «Corriere del Veneto». 
Da molti anni malato, morì all'età di 74 anni nella notte del 10 agosto 2018, a Cortina d'Ampezzo, dove era in vacanza.. Ha donato la sua biblioteca privata di 60.000 volumi all'Università di Padova. Per i propri studi di storia e critica letteraria ha vinto nel 1970 il Premio Luigi Russo e nel 2010 il Premio Brancati Zafferana. Nel corso degli anni è stato consigliere del Teatro La Fenice (1976-80 e 2004-08), assessore al Comune di Venezia (1980-84), vicepresidente della Biennale di Venezia (1980-83), membro del Gabinetto del Ministero dei Beni Culturali (1982) e membro dell'Assemblea nazionale del PSI (1987). Dal 2007 al 2010 fu direttore del Corso di Civiltà italiana "Vittore Branca" alla Fondazione Giorgio Cini.
Si è sposato in seconde nozze con Emanuela Bassetti, oggi vice-presidente di Marsilio Editori, presidente di Civita Tre Venezie, Cavaliere della Repubblica e, da settembre 2019, membro del Consiglio generale di Fondazione di Venezia. Il figlio Luca, nato dal primo matrimonio, ha seguito una carriera da manager finanziario fino a diventare amministratore delegato della Marsilio.

## Marsilio Editori
(Cesare De Michelis)
Il suo ingresso ai vertici della casa editrice segnò una fase di crescita con l'apertura di due collane: «Interventi», rivolta alla riflessione politica, e «In letteratura», dedicata soprattutto ai giovani autori. Pubblicò nel 1989 La testa fra le nuvole, esordio letterario di Susanna Tamaro, nel 1994, Catino di zinco, l'opera prima di Margaret Mazzantini, e nel 2001 Color lucciola,  della debuttante Chiara Gamberale. Nel 2009 in Italia la saga "Millennium" di Stieg Larsson.
Nel 2016, sedici anni dopo l'unione con Rizzoli, De Michelis ne riacquistò la proprietà alla GEM Srl (l'azienda della famiglia De Michelis), e tornò alla presidenza. Nel 2017 affidò (per il 55%) la casa editrice alla Feltrinelli imponendo patti chiari di non inglobazione.

## Onorificenze
Il 1º giugno 2017 fu nominato Cavaliere del Lavoro dal presidente della Repubblica Sergio Mattarella con la seguente motivazione ufficiale:
(Cesare De Michelis – 1943 – Venezia – Industria editoria)

## Pubblicazioni
- L'Illuminismo veneziano, Firenze, Olschki, 1966.
- Letterati e lettori nel Settecento veneziano, Firenze, Olschki, 1979.
- Alle origini del neorealismo. Aspetti del romanzo italiano negli anni '30, Cosenza, Lerici, 1980.
- Contraddizioni nel Decameron, Milano, Guanda, 1983.
- Fiori di carta. La nuova narrativa italiana, Milano, Bompiani, 1990.
- Federigo Tozzi, in Storia generale della letteratura italiana, vol. X, Milano, Motta, 1999.
- Un'idea del romanzo novecentesco, «Studi novecenteschi», n. 57 (1999), pp.37–46.
- Il conformismo degli intellettuali, «Studi novecenteschi», n. 59 (2000), pp.61–81.
- La geografia di Nievo, in Ippolito Nievo e il Mantovano, Atti del Convegno nazionale, a cura di Gabriele Grimaldi, Venezia, Marsilio, 2001.
- Narratori dell'Ottocento, Roma, Istituto Poligrafico e Zecca dello Stato, 2005.
- Moderno e antimoderno, Torino, Aragno, 2010. Premio Brancati Saggistica.[9]
- Tra le carte di un editore, Venezia, Marsilio, 2011.
- Editori vicini e lontani, Roma, Italo Svevo, 2016.
- Scritture della bonaccia. Avvisaglie del futuro, Brescia, Morcelliana, 2017.
- Quante Venezia, Roma, Italo Svevo, 2017.